# Поте, Микаэль
Микаэ́ль Поте́ (фр. Mickaël Poté; 24 сентября 1984, Лион, Франция) — бенинский футболист, нападающий клуба «Магуса» и сборной Бенина.

## Клубная карьера
Начал карьеру в 2003 году в «Гренобле», за который в первый год провел 3 матча.
По окончании сезона подписал контракт с «Канном», выступавшем в Лиге 3. В «Канне» Поте провел 3 сезона, сыграв 52 матча и забив 9 мячей.
Летом 2007 года Микаэль перешёл в «Клермон», за который бенинец успешно выступал и в сезоне 2008/09 был признан лучшим игроком клуба.
26 июня 2009 года Поте вслед за главным тренером «Клермона», Дидье Олле-Никол, отправился в «Ниццу», но стать игроком основного состава Микаэлю помешали травмы.
Во время зимнего трансферного окна сезона 2010/11 был отдан в аренду с правом выкупа в клуб Лиги 2, «Ле-Ман».
В августе 2011 года Микаэль покинул Францию и подписал трехлетний контракт с дрезденским «Динамо».
В 2017 году впервые дебютировал в Лиге чемпионов УЕФА в составе кипрского АПОЭЛа. 17 октября 2017 года забил 1-й гол в турнире в ворота дортмундской «Боруссии», благодаря чему клуб смог набрать первые очки на групповом этапе.

## Карьера в сборной
Микаэль мог выступать за сборные Кот-д’Ивуара или Франции (отец Поте — ивуариец, а мать — француженка бенинского происхождения). Однако Поте принял решение играть за сборную Бенина, в составе которой дебютировал 7 сентября 2008 года в матче против Анголы.
Был включен в заявку Бенина на Кубок африканских наций 2010. На турнире принял участие в 2 матчах, против сборных Мозамбика и Египта. Бенин занял в группе 3 место и не сумел пробиться в плей-офф.
Летом 2019 года на Кубке африканских наций в Египте, Микаэль был вызван в состав своей национальной сборной. В первом матче против Ганы он забил два гола, а команды сыграли в ничью 2:2.